# Mesing Sogn
Mesing Sogn er et sogn i Skanderborg Provsti (Århus Stift).
I 1800-tallet var Mesing Sogn anneks til Adslev Sogn. Begge sogne hørte til Hjelmslev Herred i Skanderborg Amt. Adslev-Mesing sognekommune blev ved kommunalreformen i 1970 kernen i Hørning Kommune, der ved strukturreformen i 2007 indgik i Skanderborg Kommune.
I Mesing Sogn ligger Mesing Kirke.
I sognet findes følgende autoriserede stednavne:
- Dybdal (areal)
- Grishøj (areal)
- Mesing (bebyggelse, ejerlav)
- Sønderskov (areal)